# میزان خسارت
نسبت خسارت، (به انگلیسی: Loss Ratio) به میزان درصد خسارت نسبت به حق بیمه‌های مربوط به عملکرد سالی، (برای مثال سود]] می‌باشد.